# Keisha Hampton
Keisha Hampton (ur. 22 lutego 1990 w Filadelfii) – amerykańska koszykarka występująca na pozycji silnej skrzydłowej, obecnie zawodniczka Tango Bourges Basket.
21 sierpnia 2020 została zawodniczką CCC Polkowice.
Pochodzi z koszykarskiej rodziny. Jej ojciec John Hampton grał w koszykówkę na Cheyney University, gdzie w 1978 zdobył mistrzostwo NCAA dywizji II. Brat John Jr reprezentował natomiast Mansfield University w latach 2004–2008.

## Osiągnięcia
Stan na 26 lutego 2022, na podstawie, o ile nie zaznaczono inaczej.
NCAA
- Uczestniczka rozgrywek:
  - Sweet 16 turnieju NCAA (2011)
  - II rundy turnieju NCAA (2011, 2012)
  - turnieju NCAA (2009–2012)
- MVP turnieju Maggie Dixon Classic (2010)
- Zaliczona do:
  - I składu:
    - najlepszych zawodniczek pierwszorocznych Big East (2009)
    - turnieju:
      - NCAA Philadelphia All-Regional (2011)
      - Preseason WNIT (2010)
      - Basketball Travelers (2008)
      - DePaul Invitational (2008)
      - Maggie Dixon Classic (2009)
      - All-Big East (2011)

  - II składu Big East (2009)
  - składu honorable mention All-America (2011 przez State Farm/WBCA)

Drużynowe
- Mistrzyni:
  - Hiszpanii (2019)
  - Łotwy (2013)
- Wicemistrzyni:
  - Hiszpanii (2018)
  - Polski (2021)[5]
- Finalistka pucharu:
  - Hiszpanii (2018, 2019)
  - Polski (2021)[6]

Indywidualne
- Zaliczona do I składu EBLK (2021)[7]

WNBA
- Wicemistrzyni WNBA (2016)